# Salix salwinensis
Salix salwinensis är en videväxtart som beskrevs av Hand.-mazz. och Enander. Salix salwinensis ingår i släktet viden, och familjen videväxter. Utöver nominatformen finns också underarten S. s. longiamentifera.